# William Spring (2e baronnet)
William Spring, 2e baronnet (1642-1684) est un homme politique anglais, membre de la famille Spring et député de Suffolk en 1679-1684.

## Biographie
William Spring fait ses études à l'école King Edward VI et au Christ's College de Cambridge. Il hérite du titre de baronnet de Pakenham, Suffolk de son père, l'homme politique parlementaire William, en 1654. Il est démis de ses fonctions à la Commission de paix pour le Suffolk en 1670 pour s'être opposé au Conventicle Act de 1664. Il se présente dans la circonscription de Sudbury en 1679, mais perd. Il représente ensuite le Suffolk dans les deuxième et troisième parlements d'exclusion en tant qu'exclusionniste. Bien qu'il se soit éloigné des croyances puritaines de son père, Spring est toujours inquiet de la catholicisation croissante de l'Église d'Angleterre au cours de sa vie. Le 14 février 1681, après que lui et Samuel Barnardiston aient été élus à l'unanimité, une adresse leur est présentée par les propriétaires fonciers, les remerciant pour " votre zèle pour la religion protestante, votre fidélité à la personne et au gouvernement de Sa Majesté, et vos efforts pour la préservation de nos lois, droits et libertés "et les exhortant à continuer de soutenir l'exclusion. Il est haut shérif du Suffolk en 1674.
Il épouse d'abord Mary, fille de Dudley North (4ᵉ baron North) (sans descendance) et épouse ensuite Sarah, fille de Robert Cordell, 1er baronnet de Melford Hall, Suffolk et ensemble, ils ont trois enfants :
1. Thomas Spring (3e baronnet), épouse Merolina, fille de Thomas Jermyn (2e baron Jermyn)
2. John Spring, 5e baronnet, épouse Elizabeth Nightingale
3. Sarah Spring, épouse John Macky.

Il est l'un des premiers députés whigs, étant fortement en faveur de l'exclusion du catholique James, duc de York, de l'héritage du trône.